# بهده
بهده، روستایی در دهستان مهرگان بخش مرکزی شهرستان پارسیان در استان هرمزگان ایران است. این روستا، مرکز دهستان مهرگان است.

## جمعیت
بر پایه سرشماری عمومی نفوس و مسکن در سال ۱۳۹۵، جمعیت این روستا برابر با ۱٬۹۲۳ نفر (۵۲۱ خانوار) بوده‌است.